# Brausch Niemann
Brausch Niemann (n. 7 ianuarie 1939, Durban, Uniunea Africii de Sud) a fost un pilot sud-african de Formula 1 care a evoluat în Campionatul Mondial în 1963 și 1965.